# Ex-Arm
Ex-Arm (яп. エクスアーム Экусуа:му, Экс-оружие) — научно-фантастическая манга, написанная HiRock и иллюстрированная Синъей Коми, ремейк раннего произведения Синъи Коми — Ex-Vita. С февраля 2015 года она публиковалась в сэйнэн-журнале Grand Jump издательства Shueisha, а с 2017 и до её завершения в 2019 году переместилась на сайт Shonen Jump+. Манга была издана в виде 14 томов.
В августе 2019 года начало публиковаться продолжение манги под названием Ex-Arm EXA в Grand Jump Mucha.
На основе манги студией Visual Flight был выпущен аниме-сериал, премьера которого прошла с 10 января по 29 марта 2021 года.

## Сюжет
2014 год. Акира Нацумэ практически страдает от фобии электрических устройств, но в то же время хорош в их диагностировании. Он решает изменить себя и даже завести себе девушку, однако гибнет в результате несчастного случая. 16 лет спустя. Девушка-полицейский и её напарник-андроид получают и активируют высокоразвитый ИИ и супероружие под названием EX-ARM. В качестве крайней меры они предоставляют ему полный контроль над своим кораблём. Но этим ИИ оказывается мозг Акиры.

## Персонажи
Акира Нацумэ (яп. 夏目アキラ Нацумэ Акира)
Сэйю: Сома Сайто
Минами Уэдзоно (яп. 上園美波 Уэдзоно Минами)
Сэйю: Микако Комацу
Арма (яп. アルマ Арума)
Сэйю: Акари Кито

## Медиа

### Манга
В основу Ex-Arm легла манга Синъи Коми под названием Ex-Vita. Она публиковалась в журнале Miracle Jump с 13 декабря 2011 года по 30 апреля 2013 года, а позже была издана в двух томах.
Ex-Arm стала ремейком Ex-Vita. Иллюстрациями занимался все также Синъя Коми, а за сюжет в этот раз отвечал HiRock. Ex-Arm начала выходить в сэйнэн-журнале Grand Jump издательства Shueisha 18 февраля 2015 года, где публиковалась до 6 декабря 2017 года. Последующие главы уже появлялись в приложении и на сайте Shōnen Jump+, начиная с 20 декабря того же года. Манга была завершена 26 июня 2019 года. Отдельные главы были позже выпущены в 14 танкобонах.
28 августа 2019 года в Grand Jump Mucha начал выходить сиквел под названием Ex-Arm EXA.
| №  | Дата публикации     | ISBN                   |
| -- | ------------------- | ---------------------- |
| 1  | 19 июня 2015 г.     | ISBN 978-4-08-890215-9 |
| 2  | 18 сентября 2015 г. | ISBN 978-4-08-890286-9 |
| 3  | 18 декабря 2015 г.  | ISBN 978-4-08-890335-4 |
| 4  | 19 апреля 2016 г.   | ISBN 978-4-08-890403-0 |
| 5  | 19 августа 2016 г.  | ISBN 978-4-08-890472-6 |
| 6  | 18 ноября 2016 г.   | ISBN 978-4-08-890525-9 |
| 7  | 19 апреля 2017 г.   | ISBN 978-4-08-890619-5 |
| 8  | 19 июля 2017 г.     | ISBN 978-4-08-890694-2 |
| 9  | 19 декабря 2017 г.  | ISBN 978-4-08-890770-3 |
| 10 | 19 апреля 2018 г.   | ISBN 978-4-08-891008-6 |
| 11 | 17 августа 2018 г.  | ISBN 978-4-08-891139-7 |
| 12 | 19 декабря 2018 г.  | ISBN 978-4-08-891158-8 |
| 13 | 19 апреля 2019 г.   | ISBN 978-4-08-891213-4 |
| 14 | 19 августа 2019 г.  | ISBN 978-4-08-891243-1 |

### Роман
Роман под названием EX-ARM the Novel Deus Ex Machina, написанный Атаро Кумо, был опубликован издательством Shueisha под импринтом Jump J-Books 19 декабря 2018 года. Его адаптация в виде манги вышла под названием Ex-Arm Another Code и публикуется в Ultra Jump с 19 февраля 2020 года.

### Аниме
В декабре 2018 года состоялся анонс аниме-сериала. Изначально его выход планировался на июль 2020 года, но был перенесен на осень 2020 года или более позднюю дату из-за пандемии COVID-19, и в итоге состоялся 10 января 2021 года. Вступительную тему «Rise Again» исполняет Airflip, а финальную тему «Diamonds Shine» — Dizzy Sunfist.

## Критика
Первый трейлер аниме был раскритикован в сети из-за низкого качества CGI-анимации. Анимация аниме продолжала подвергаться критике по мере ее выхода в эфир, причем некоторые ссылались на отсутствие у сотрудников аниме опыта работы в отрасли в качестве вероятного виновника.

## Примечание
1. ↑  Komatsu, Mikikazu. Sci-Fi TV Anime EX-ARM Confirms Its Summer 2020 Premiere in Japan. Crunchyroll (19 августа 2019). Дата обращения: 23 мая 2020. Архивировано 6 июля 2020 года.
2. ↑  Luster, Joseph. EX-ARM Anime Powers Up for Debut with New Key Visual. Otaku USA (17 марта 2020). Дата обращения: 23 мая 2020. Архивировано 23 мая 2020 года.
3. ↑  斜線堂有紀原作のサスペンスファンタジー＆EX-ARM小説版のコミカライズがUJで (яп.). Natalie (19 февраля 2020). Дата обращения: 23 мая 2020. Архивировано 28 июня 2020 года.
4. ↑  2020年3月特大号 (яп.). ultra.shueisha.co.jp/. Shueisha (19 февраля 2020). Дата обращения: 23 мая 2020. Архивировано 23 мая 2020 года.
5. ↑  EX－VITA 1 (яп.). Shueisha. Дата обращения: 23 мая 2020. Архивировано 30 августа 2012 года.
6. ↑  ミラクルジャンプで古味慎也の近未来ポリスアクション始動 (яп.). Natalie (13 декабря 2011). Дата обращения: 23 мая 2020. Архивировано 21 июня 2020 года.
7. ↑  星野桂が新作読み切り執筆、ミラクルジャンプは月刊化決定 (яп.). Natalie (30 апреля 2013). Дата обращения: 23 мая 2020. Архивировано 27 сентября 2018 года.
8. ↑  EX－VITA　　1 (яп.). Shueisha. Дата обращения: 23 мая 2020. Архивировано 30 августа 2012 года.
9. ↑  EX－VITA　　2 (яп.). Shueisha. Дата обращения: 23 мая 2020. Архивировано 29 июня 2013 года.
10. ↑  グランドジャンプNo.6 大好評発売中！ 「EX-VITA」「D'z」のHiRock＆古味慎也が贈る新連載『EX-ARM<エクスアーム>』表紙＆巻頭カラー！ (яп.). Grand Jump (18 февраля 2015). Дата обращения: 23 мая 2020. Архивировано 19 февраля 2015 года.
11. ↑  HiRock＆古味慎也のSF新連載「EX-ARM」超常兵器犯罪バトル (яп.). Natalie (18 февраля 2015). Дата обращения: 23 мая 2020. Архивировано 7 июля 2020 года.
12. 1 2 3  Pineda, Rafael Antonio. EX-ARM Manga Ends, EX-ARM EX Manga Launches in August (англ.). Anime News Network (26 июня 2019). Дата обращения: 23 мая 2020. Архивировано 28 февраля 2021 года.
13. ↑  グランドジャンプ新年1号 大好評発売中！表紙は実写映画＆ドラマ化『不能犯』！新連載巻頭カラー『ノイズ【noise】』筒井哲也！ (яп.). Grand Jump. Shueisha (6 декабря 2017). Дата обращения: 23 мая 2020. Архивировано 23 мая 2020 года.
14. ↑  [第69-1話]EX-ARM エクスアーム リマスター版 (яп.). Shōnen Jump+. Shueisha (20 декабря 2017). Дата обращения: 23 мая 2020. Архивировано 23 мая 2020 года.
15. 1 2  EX-ARM エクスアーム 14 (яп.). Shueisha. Дата обращения: 23 мая 2020. Архивировано 6 июля 2020 года.
16. ↑  増刊【グランドジャンプむちゃ】9月号 大好評発売中！新章新連載『EX-ARM EXAエクスアーム エクサ』表紙＆巻中カラー！高橋のぼる『最強の弁護士』巻頭カラー一挙112P!! (яп.). Grand Jump Mucha. Shueisha (28 августа 2019). Дата обращения: 23 мая 2020. Архивировано 23 мая 2020 года.
17. ↑  EX-ARM エクスアーム 1 (яп.). Shueisha. Дата обращения: 23 мая 2020. Архивировано 6 июля 2020 года.
18. ↑  EX-ARM エクスアーム 2 (яп.). Shueisha. Дата обращения: 23 мая 2020. Архивировано 6 июля 2020 года.
19. ↑  EX-ARM エクスアーム 3 (яп.). Shueisha. Дата обращения: 23 мая 2020. Архивировано 6 июля 2020 года.
20. ↑  EX-ARM エクスアーム 4 (яп.). Shueisha. Дата обращения: 23 мая 2020. Архивировано 6 июля 2020 года.
21. ↑  EX-ARM エクスアーム 5 (яп.). Shueisha. Дата обращения: 23 мая 2020. Архивировано 6 июля 2020 года.
22. ↑  EX-ARM エクスアーム 6 (яп.). Shueisha. Дата обращения: 23 мая 2020. Архивировано 6 июля 2020 года.
23. ↑  EX-ARM エクスアーム 7 (яп.). Shueisha. Дата обращения: 23 мая 2020. Архивировано 6 июля 2020 года.
24. ↑  EX-ARM エクスアーム 8 (яп.). Shueisha. Дата обращения: 23 мая 2020. Архивировано 6 июля 2020 года.
25. ↑  EX-ARM エクスアーム 9 (яп.). Shueisha. Дата обращения: 23 мая 2020. Архивировано 6 июля 2020 года.
26. ↑  EX-ARM エクスアーム 10 (яп.). Shueisha. Дата обращения: 23 мая 2020. Архивировано 6 июля 2020 года.
27. ↑  EX-ARM エクスアーム 11 (яп.). Shueisha. Дата обращения: 23 мая 2020. Архивировано 6 июля 2020 года.
28. ↑  EX-ARM エクスアーム 12 (яп.). Shueisha. Дата обращения: 23 мая 2020. Архивировано 7 июля 2020 года.
29. ↑  EX-ARM エクスアーム 13 (яп.). Shueisha. Дата обращения: 23 мая 2020. Архивировано 6 июля 2020 года.
30. ↑  EX-ARM エクスアーム THE NOVEL (яп.). Shueisha. Дата обращения: 23 мая 2020. Архивировано 6 июля 2020 года.
31. ↑  Hodgkins, Crystalyn. EX-ARM Spinoff Novel Gets Manga Adaptation (англ.). Anime News Network (18 января 2020). Дата обращения: 23 мая 2020. Архивировано 6 июля 2020 года.
32. ↑  Sherman, Jennifer. EX-ARM Science-Fiction Manga Gets TV Anime (англ.). Anime News Network (18 декабря 2018). Дата обращения: 18 декабря 2018. Архивировано 28 февраля 2021 года.
33. ↑  Sherman, Jennifer. EX-ARM TV Anime Premieres in Summer 2020 (англ.). Anime News Network (15 августа 2019). Дата обращения: 15 августа 2019. Архивировано 5 марта 2020 года.
34. ↑  Sherman, Jennifer. EX-ARM TV Anime Reveals Visual, July Premiere (англ.). Anime News Network (17 марта 2020). Дата обращения: 23 мая 2020. Архивировано 31 августа 2020 года.
35. ↑  Loo, Egan. EX-ARM Anime Delayed to Fall or Later Due to COVID-19 (англ.). Anime News Network (27 мая 2020). Дата обращения: 27 мая 2020. Архивировано 22 июля 2020 года.
36. ↑  Rivera, Maria. EX-ARM: the first trailer of the Crunchyroll anime is bad, rain of criticism on social networks. Asap Land (6 ноября 2020). Дата обращения: 6 ноября 2020. Архивировано 6 ноября 2020 года.
37. ↑  May, Callum. Why Does The Crunchyroll Original Series EX-ARM Look So Awful? Anime News Network (9 ноября 2020). Дата обращения: 9 ноября 2020. Архивировано 23 января 2021 года.